# Українське народне посольство
Всеукраїнський фонд сприяння міжнародному спілкуванню «Українське Народне Посольство» здійснює діяльність з 1992 року, зареєстрований Міністерством юстиції України у статусі благодійної неприбуткової організації.

## Опис організації
Всеукраїнський фонд сприяння міжнародному спілкуванню «Українське Народне Посольство» (надалі — Фонд) є всеукраїнською неприбутковою благодійною організацією, яка діє на підставі Закону України «Про благодійництво та благодійні організації» та Статуту Фонду.
Фонд створений у 1992 році, зареєстрований Міністерством юстиції України 28 жовтня 1992 року як всеукраїнська благодійна організація (свідоцтво про державну реєстрацію благодійної організації № 0119 від 4 січня 1999 р).
Почесний голова фонду — Кравчук Леонід Макарович.
Президент фонду — Приставський Ігор Романович.

Своєю статутною діяльністю Українське Народне Посольство сприяє:
- національним інтересам України у сфері міжнародного спілкування;
- міжнародному тоговельно-економічному співробітництву;
- формуванню позитивного міжнародного іміджу України;
- захисту прав споживачів;
- підвищенню професіоналізму українських фахівців та якості вітчизняної продукції (товарів, послуг);
- розвитку народної дипломатії;
- благодійній діяльності та меценатству.

Головною метою діяльності Фонду є здійснення благодійної неприбуткової діяльності шляхом сприяння міжнародному спілкуванню, розвитку співробітництва і дружніх відносин між народами, зміцнення міжнародного авторитету України, реалізації міжнародних благодійних програм.
Однією з статутних програм Українського Народного Посольства є міжнародна програма сприяння якості. В рамках цієї програми Українське Народне Посольство співпрацює з Експертною Радою Нагороджувальної відзнаки «ЗНАК ЯКОСТІ».

### Нагороджувальна відзнака «ЗНАК ЯКОСТІ»
Нагороджувальна відзнака «ЗНАК ЯКОСТІ» спрямована на досягнення суспільно-корисних цілей.

Головна мета Нагороджувальної відзнаки ЗНАК ЯКОСТІ — сприяння підвищенню якості життя громадян України.
Для досягнення цієї мети Нагороджувальна відзнака ЗНАК ЯКОСТІ вирішує два основних завдання:
1. допомагає громадянам України зробити правильний вибір, привертаючи увагу до товарів і послуг належної якості.
2. допомагає вигідно виділитися серед конкурентів тим підприємцям, які пропонують споживачам якісні товари і послуги.

Нагороджувальна відзнака «ЗНАК ЯКОСТІ» — це офіційно запатентована нагороджувальна відзнака (патент № 18206 зареєстрований у Державному реєстрі патентів України).
До ЗНАКУ ЯКОСТІ обов'язково додається захищений від підробок офіційний Сертифікат, який надає законне право позначати ЗНАКОМ ЯКОСТІ вказану у Сертифікаті продукцію.
ЗНАК ЯКОСТІ має власний Етичний кодекс, згідно з яким не приймаються до розгляду заявки на тютюнові вироби та види діяльності, які допускають жорстоке поводження з тваринами.

Сайт Нагороджувальної відзнаки ЗНАК ЯКОСТІ www.z-y.org.ua [Архівовано 4 грудня 2018 у Wayback Machine.]

### Енциклопедія «ВПЛИВОВІ ЛЮДИ УКРАЇНИ»
Українське Народне Посольство є засновником Енциклопедії «Впливові Люди України».
Головна мета Енциклопедії «ВПЛИВОВІ ЛЮДИ УКРАЇНИ» — надати користувачам Енциклопедії актуальну і достовірну інформацію про всіх впливових людей України.
З метою забезпечення актуальності інформації про впливових людей України основною версією Енциклопедії є інтернет-версія, яка дозволяє Редакційній колегії своєчасно вносити необхідні зміни і доповнення в Енциклопедію.
Енциклопедія може видаватися в поліграфічній формі та на CD-дисках відповідно до рішення володільця бази персональних даних Енциклопедії та законодавства України.
Енциклопедія є незалежною від будь-якої політичної, громадсько-політичної організації чи бізнес-структури в Україні і за кордоном.
Володільцем бази персональних даних Енциклопедії є Всеукраїнський фонд сприяння міжнародному спілкуванню «Українське Народне Посольство».
Рішення про включення в Інтернет-Енциклопедію «ВПЛИВОВІ ЛЮДИ УКРАЇНИ» приймає Редакційна колегія.
Сайт Енциклопедії «Впливові Люди України» vip-ua.org.ua